# ملکه بیوه
ملکه بیوه یا ملکه داوجِر (انگلیسی: Dowager queen) (در مقایسه با: پرنسس بیوه، انگلیسی: Dowager princess) عنوان یا مقامی است که عموماً به بیوه یک پادشاه داده می‌شود. در مورد بیوه یک امپراتور، از عنوان امپراتریس بیوه (Dowager empress) استفاده می‌شود.